# Puccinellia frigida
Puccinellia frigida är en gräsart som först beskrevs av Rodolfo Amando Philippi, och fick sitt nu gällande namn av Ivan Murray Johnston. Puccinellia frigida ingår i släktet saltgrässläktet, och familjen gräs. Inga underarter finns listade i Catalogue of Life.